# フォード・カントリー・スクワイア
カントリー・スクワイア（Country Squire）は、フォード・モーターが1950年から1991年に製造・販売していた大型ステーションワゴンである。

## 2代目 (1955–1959)

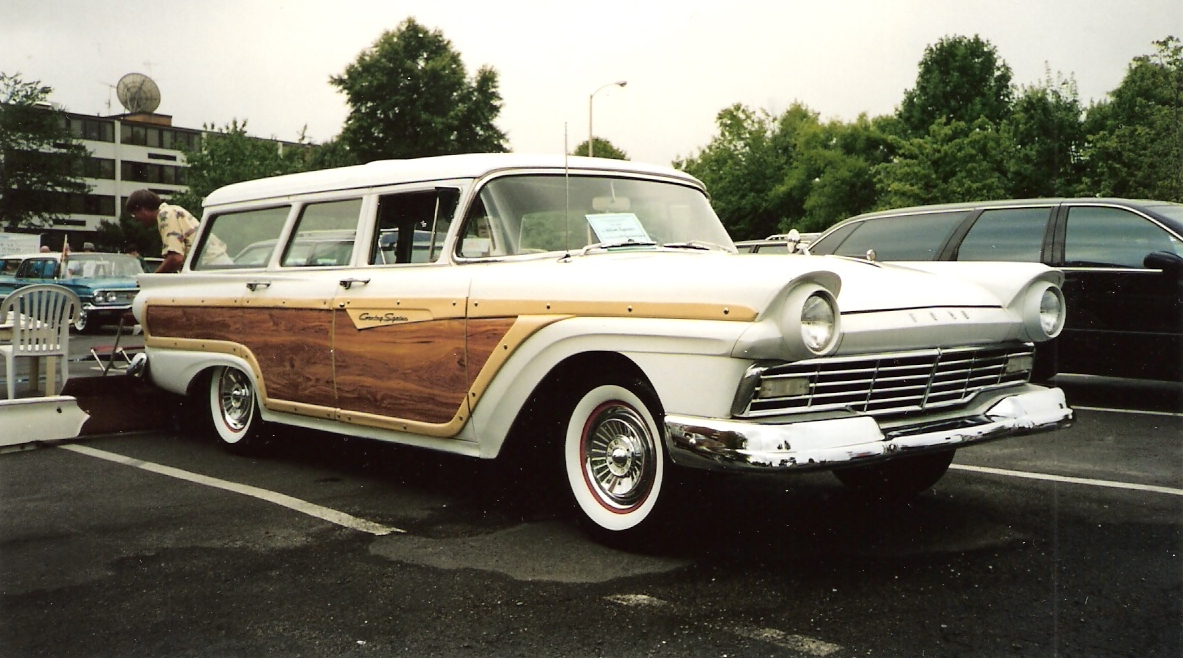
1957 Ford Country Squire

## 3代目 (1960–1964)

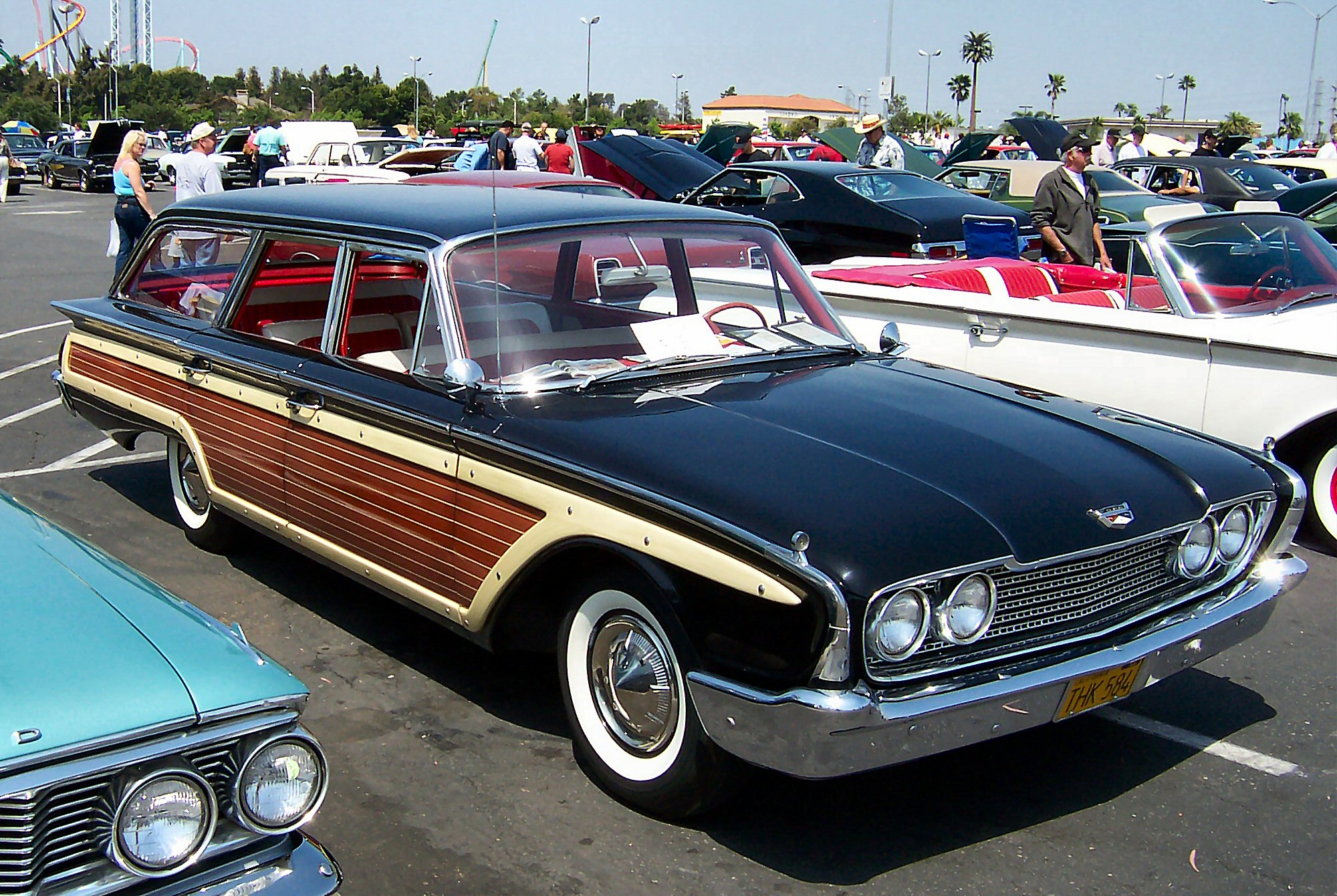
1960 Ford Country Squire

## 初代 (1950–1954)

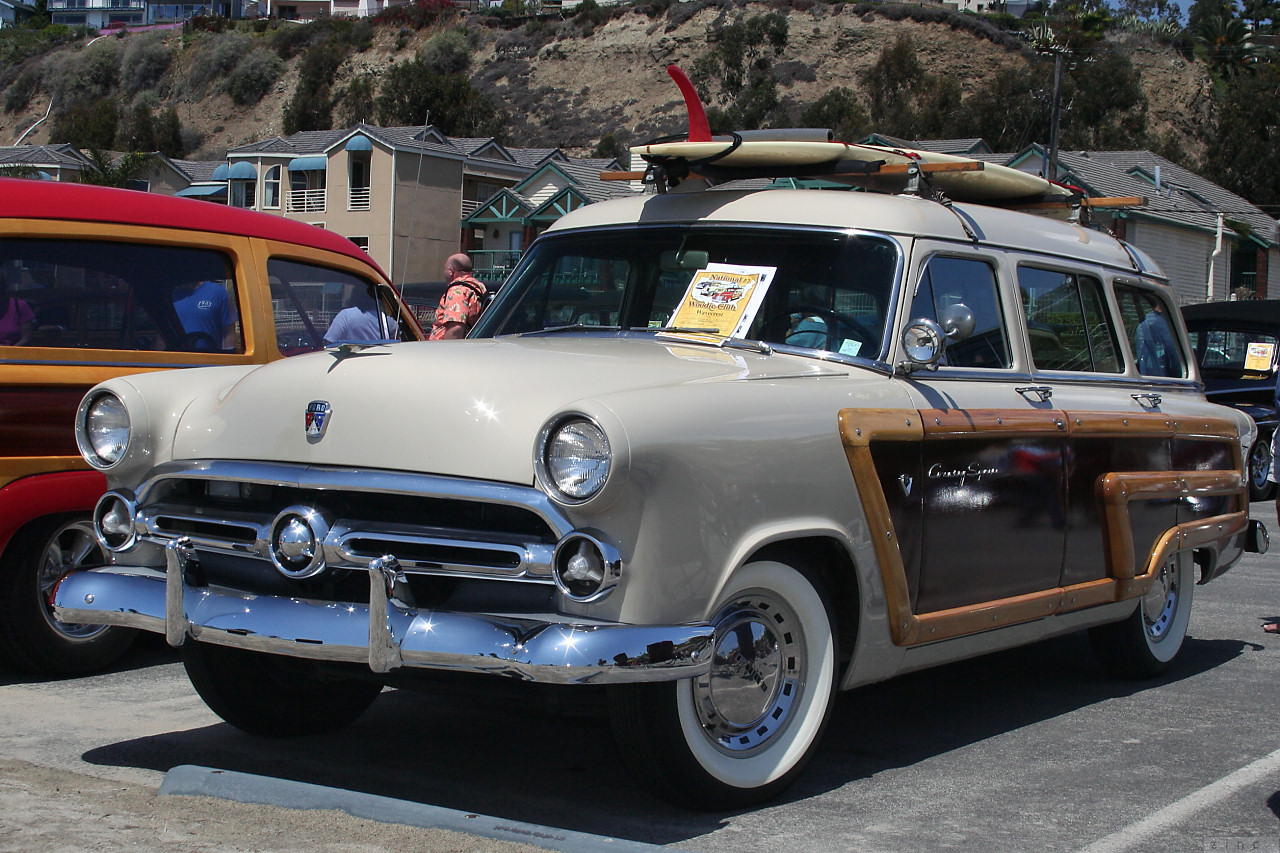
1952 Ford Country Squire

初代モデルは1950年に発売された。

## 4代目 (1965–1968)

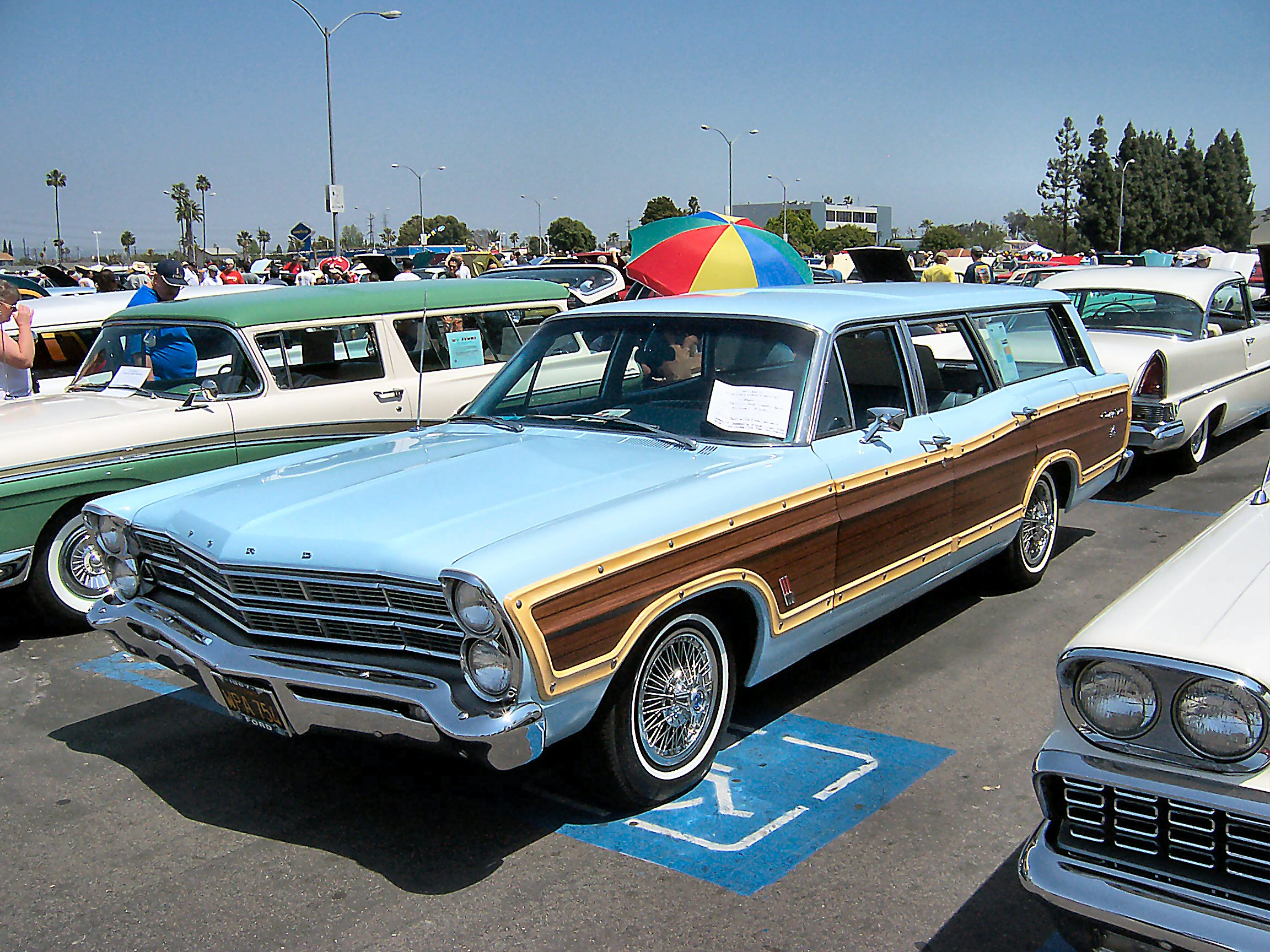
1967 Ford Country Squire

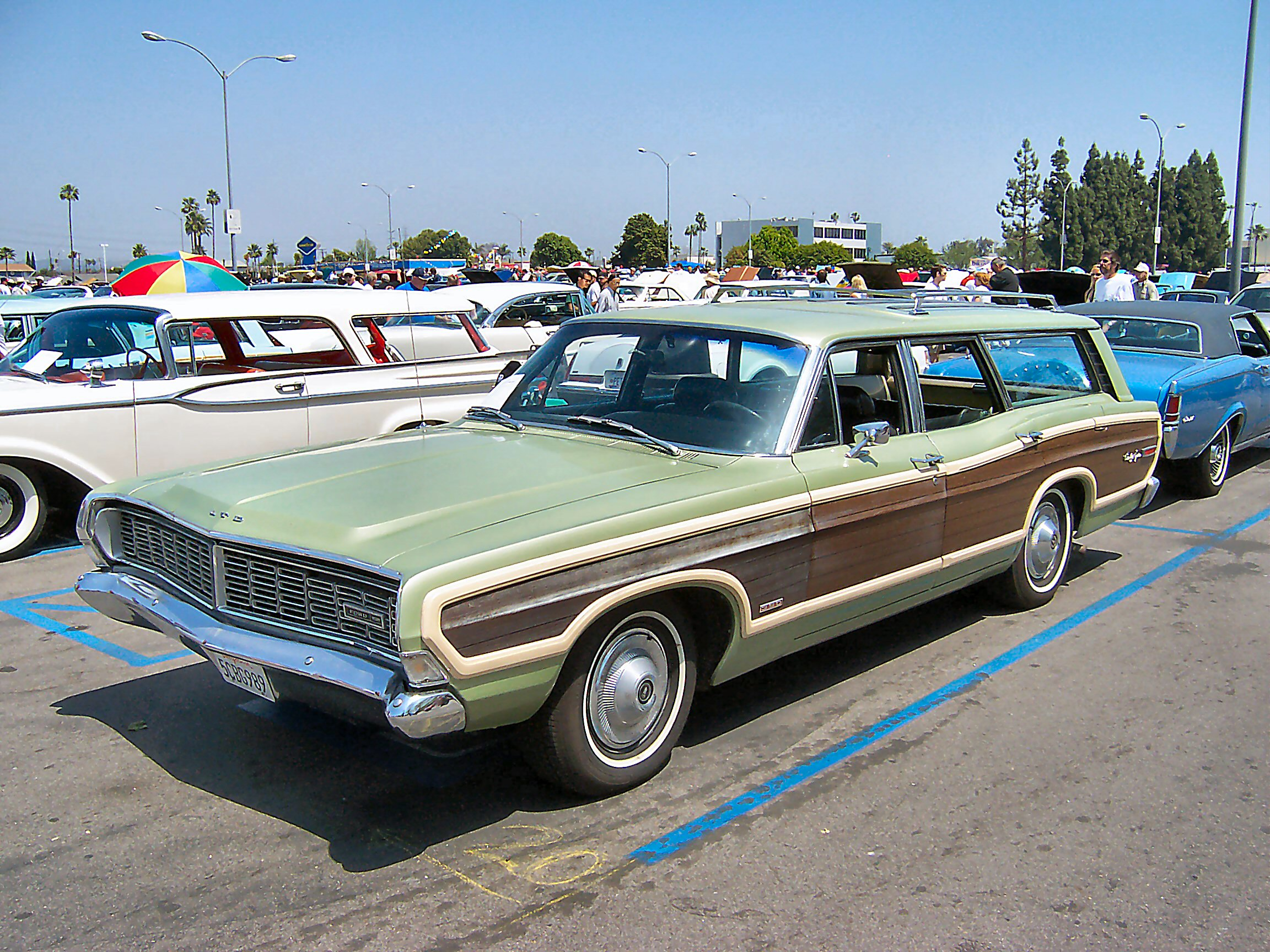
1968年式 Ford Country Squire

1966年モデルからマジックドアゲート(テールゲート)が採用された。

## 5代目 (1969–1978）
5代目は1969年に発売されました。
1973年以降の後期型は、マーキュリーのプラットホームを流用した。　

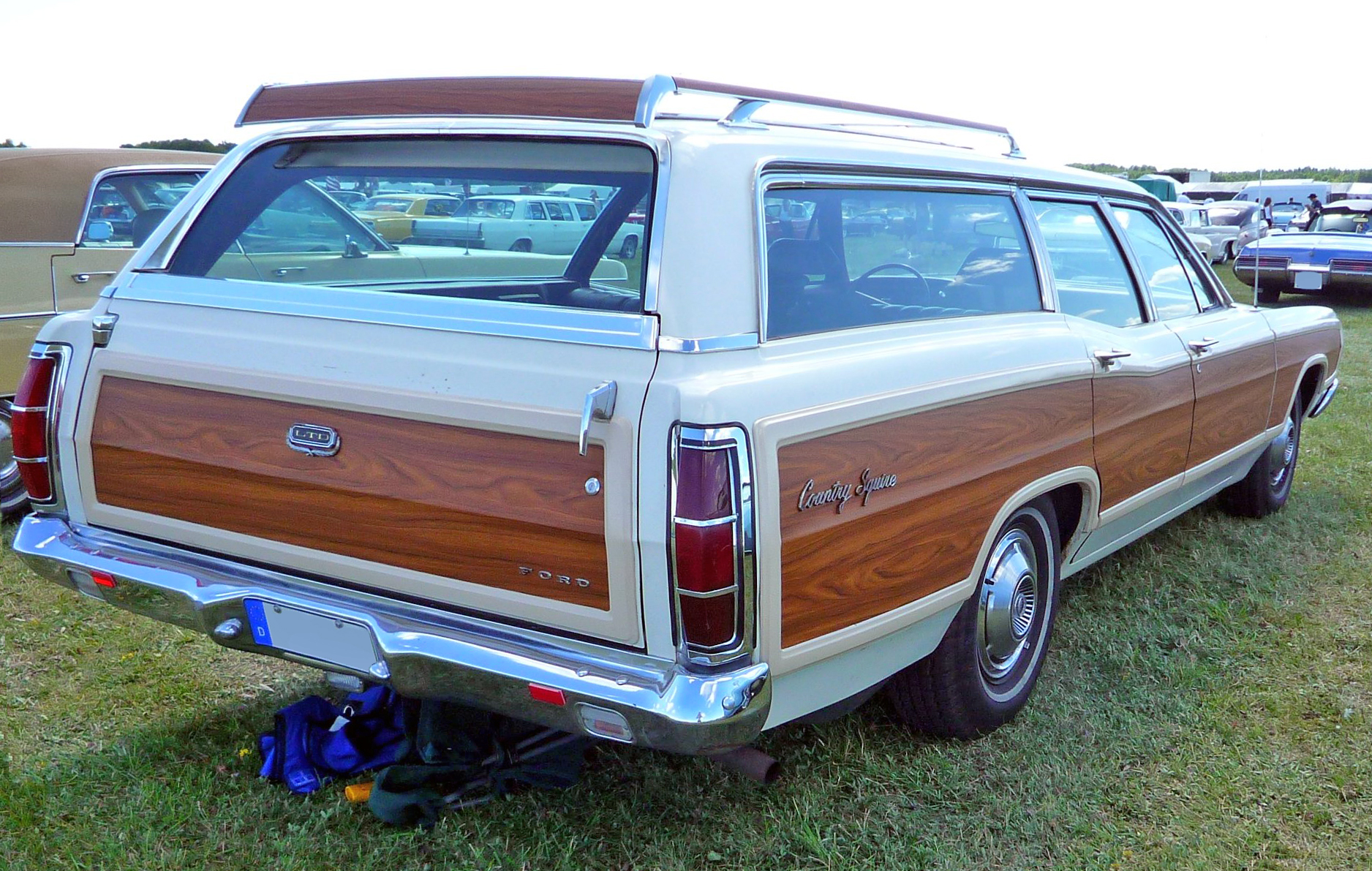
1969年式 フォード・カントリー・スクワイア

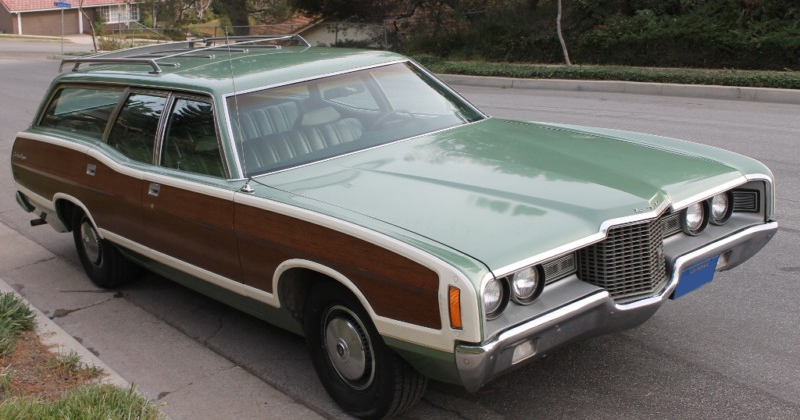
1971年式 フォード・カントリー・スクワイア

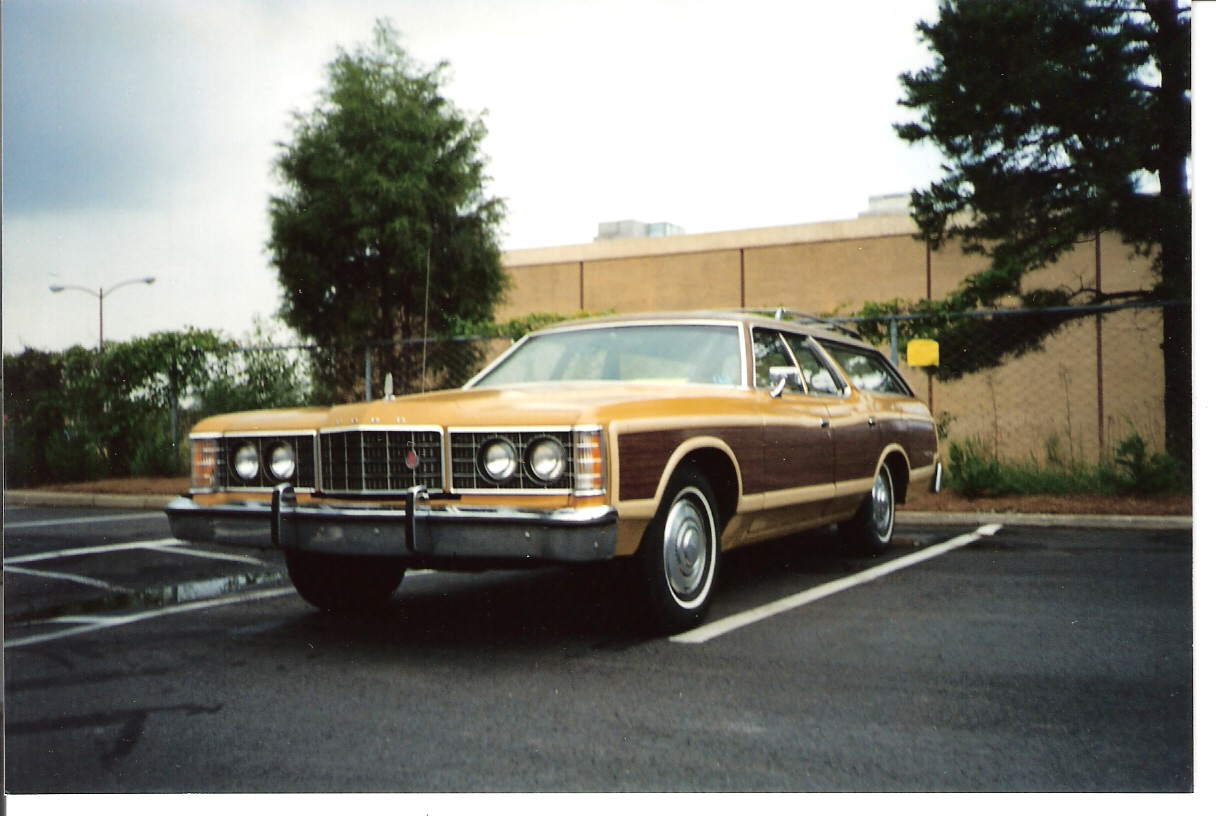
1973年式 フォード・カントリー・スクワイア

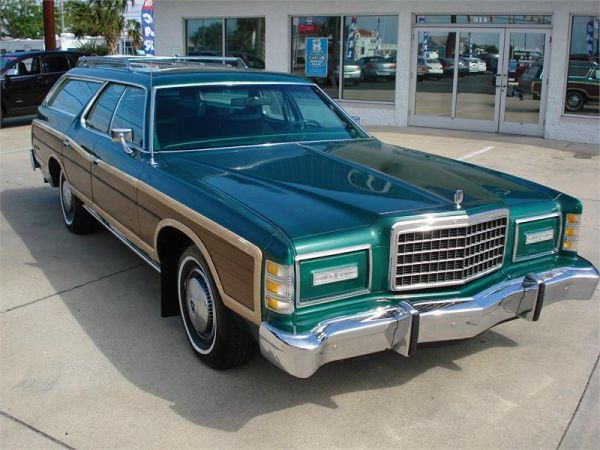
1978年式 フォード・カントリー・スクワイア

## 6代目 (1979–1991)

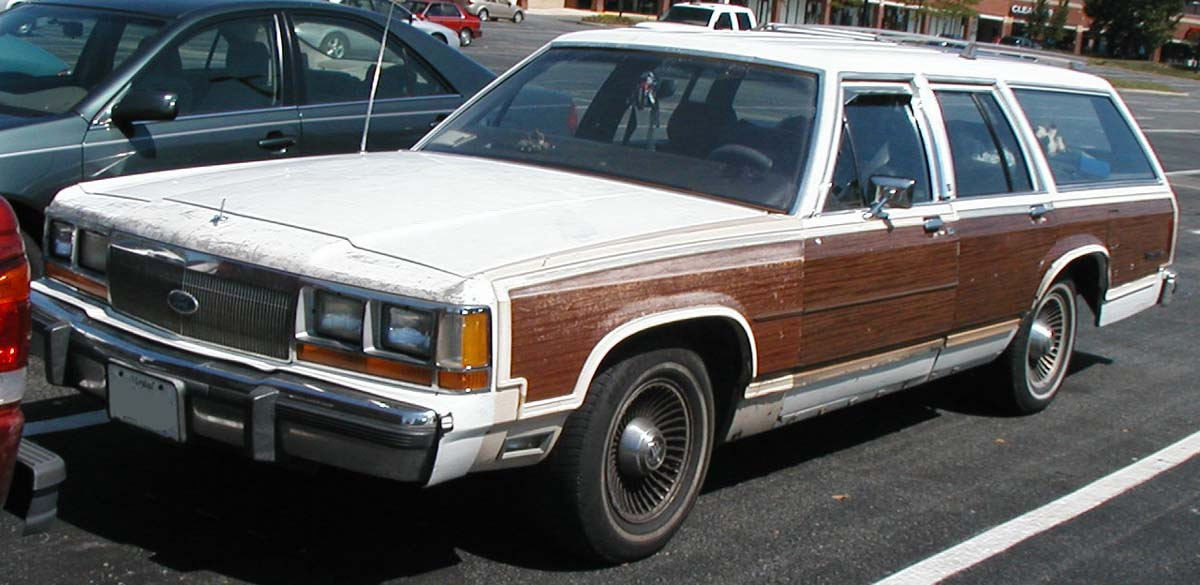
1988-1990 Ford LTD Country Squire

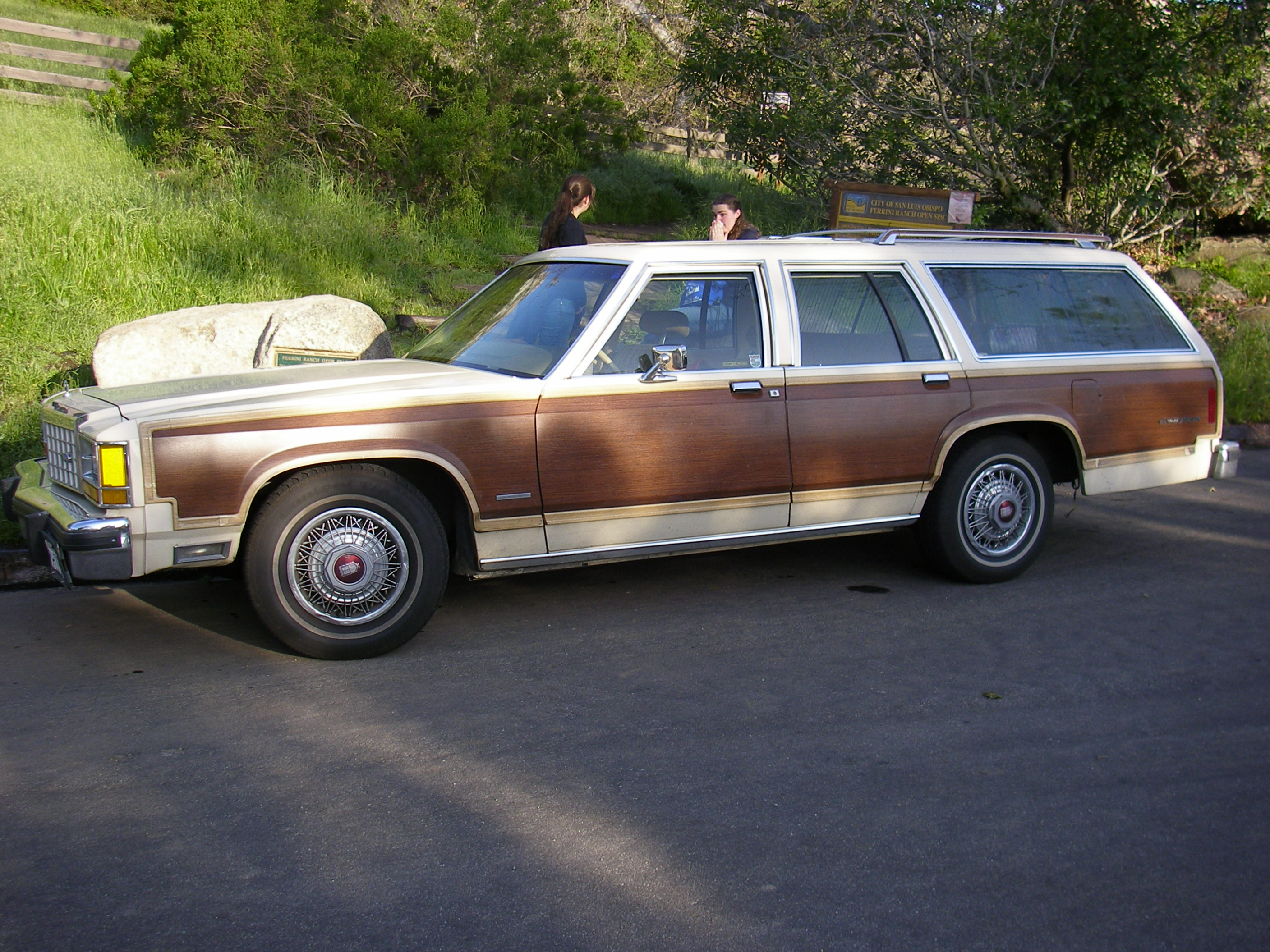
1983 Ford Country Squire

先代モデルよりボディーサイズを縮小し1979年に発売された。エンジンは、5.0リッターと5.8リッターの2種類が存在した。